# Heinrich Conrad Haspelmath
Heinrich Conrad Haspelmath (auch: Konrad Haspelmath; * 21. Oktober 1787 in Linden vor Hannover; † 22. Oktober 1870 ebenda) war ein hannoverscher Viehverschneider und Immobilien-Unternehmer.

## Leben
Der Kötner Haspelmath entstammte möglicherweise einer schon 1575 urkundlich genannten althannoverschen Familie.
Heinrich Conrad Haspelmath wurde 1787 geboren zur Zeit des Kurfürstentums Hannover während der Personalunion zwischen Großbritannien und Hannover. Nach der Erhebung zum Königreich Hannover stellte der Lindener Einwohner im Jahr 1834 bei der Vertretung der Landesherrschaft ein bis heute erhaltenes Gesuch um Konzessionierung zum Viehschnitt.
Nachdem der Unternehmer Georg Egestorff im Zuge der Industrialisierung entlang der Göttinger Straße eine Gießerei und Maschinenfabrik als Vorläufer der späteren Hanomag errichtet hatte, spekulierten Haspelmath und ein Unternehmer wie Behnsen, dass die Arbeiter an einer möglichst nahen Ansiedlung bei den Egestorffschen Fabriken interessiert wären.
Bereits im Juli 1845 hatte Haspelmath dem Patrimonialgericht Linden einen gezeichneten Plan zur Erschließung und Parzellierung seiner eigenen Ländereien im Lindener Auefeld vorgelegt. Nachdem ihm das Gericht jedoch eine „sorgfältigere Durcharbeitung“ seines Projektes empfohlen hatte, legte Haspelmath einen zweiten Entwurf vor, der die Grundstücke enger aufteilte und Charlottenstraße verlängert hatte. Nach Zustimmung des Gerichtes wurde der Plan der Königlichen Baucommission unter dem Königlich Hannoverschen Hofarchitekten Georg Ludwig Friedrich Laves vorgelegt, der die vorgesehene Haspelmathstraße – angedeutet durch eine gestrichelte Linie – eher gradlinig ausführen wollte.
Haspelmath und Behnsen ließen daraufhin in dem zuvor einer Gartenvorstadt ähnelnden Gebiet östlich der Egestorffschen Fabrikanlagen die Behnsenstraße und die Wesselstraße sowie 1856 die Haspelmathstraße anlegen, während die ebenfalls neu angelegten und teilweise mit heute denkmalgeschützten Gebäuden bestandenen Straßenzüge Charlottenstraße und Großkopfstraße nach der Ehefrau von Haspelmath benannt wurden.
Zudem gründeten die Grundbesitzer Haspelmath und die Gebrüder Niemeyer – Heinrich Niemeyer war der spätere Gemeindevorsteher Lindens, zudem eine „Societät zum Verkauf von Bauplätzen“, durch die in der ersten Hälfte der 1850er Jahre mit der hannoverschen Wegekommission die Anlagen von zwei Straßen ausgehandelt wurde. Etwa zeitgleich entstanden nach einem städtebaulichen Entwurf von Laves ab 1853 und 1854 die Straßen Fortunastraße, Pavillonstraße und Victoriastraße anlegen. Von den dortigen in verschiedenen Wohnungs- und Nutzungstypen errichteten Arbeiterwohnhäusern, die ab 1854 durch Ludwig Debo als erste Siedlung in Norddeutschland nach der Sonnenbaulehre errichtet wurden, haben sich bis heute Beispiele erhalten.
Heinrich Conrad Haspelmath starb 1870 in seinem Heimatort Linden, kurz vor der Gründerzeit des Deutschen Kaiserreichs und vor der Erhebung vom größten Dorf Preußens zu selbständigen Industriestadt Linden.

## Archivalien
Archivalien von und über Heinrich Conrad Haspelmath finden sich beispielsweise im Niedersächsischen Landesarchiv (Standort Oldenburg) als Akte unter dem Titel Veterinärwesen; Viehschnitt, bezeichnet als „Gesuch des Heinrich Conrad Haspelmath zu Linden bei Hannover um Konzessionierung zum Viehschnitt ...“ von 1834, Archivsignatur NLA OL Best. 70 Nr. 2765-4